# Germanistische Mediävistik

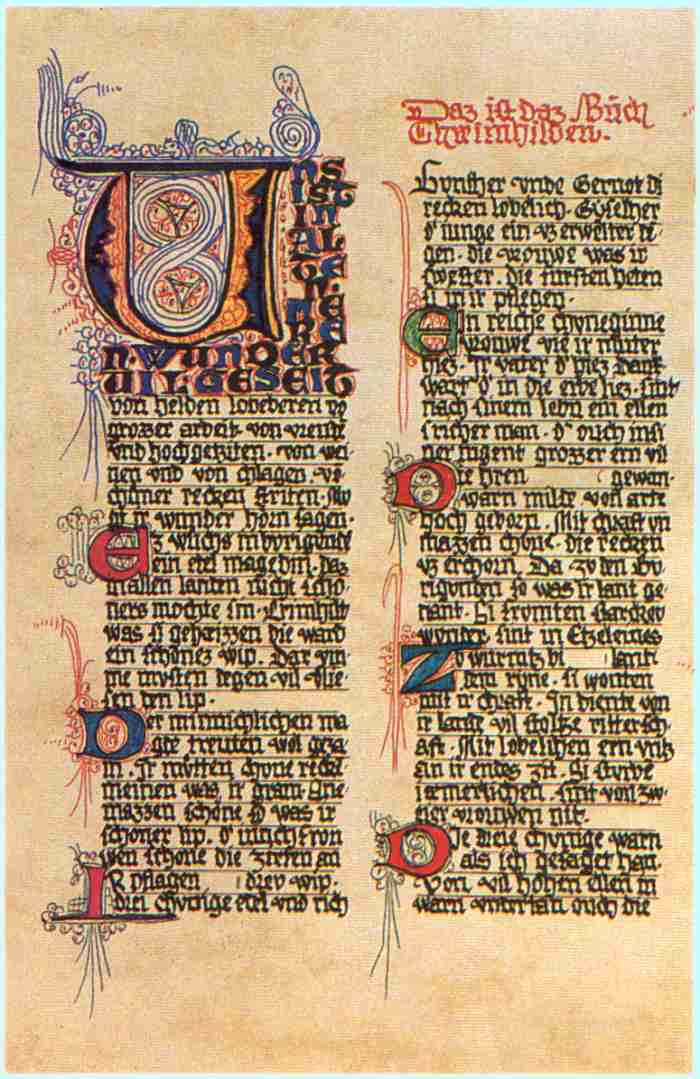
Überlieferung des Nibelungenlieds mit kunstvoller Initiale (Handschrift D, Prunner Codex)

Germanistische Mediävistik oder Altgermanistik ist eine Teildisziplin der Germanistik und der Mediävistik, die sich mit der deutschen Sprache und Literatur von den ersten Aufzeichnungen im 8. bis zur Frühen Neuzeit im 16. Jahrhundert beschäftigt. Weitere gängige Bezeichnungen der Fachrichtung sind unter anderem Ältere Deutsche Literatur- und Sprachwissenschaft, Mediävistische Germanistik, Altgermanistik, (germanistische) Mittelalterphilologie sowie Deutsche Philologie des Mittelalters und der Frühen Neuzeit.

## Geschichte der Germanistischen Mediävistik

### Vor dem 19. Jahrhundert
Die Reflexion von Texten war bereits im Mittelalter Teil der Schreibkultur. Zunächst sprachen vor allem Dichter über andere Dichter. Ab dem 16. Jahrhundert beschäftigen sich zunehmend auch „Außenstehende“ mit der überlieferten Dichtung, „[…] vor allem auch Juristen, die als Rechtshistoriker den Namen ‚Germanisten‘ tr[u]gen und sich der Pflege vergangener heimischer Textkultur widmen[ten].“
Trotz dieser Entwicklung wurde das Mittelalter von der latein-dominierten Gelehrtenwelt des 16. und 17. Jahrhunderts häufig als finsteres Zeitalter abgetan, das es zu überwinden galt. Dies führte dazu, dass sich lange Zeit kaum jemand mit mittelalterlichen Überlieferungen und Texten auseinandersetzte. Eine der wenigen Ausnahmen stellte Martin Opitz dar, der in seinem „Buch von der Deutschen Poeterey“ (1624) auch mittelhochdeutsche Dichter, wie zum Beispiel Walther von der Vogelweide, behandelte und lobend hervorhob.
Die Aufklärung sah das Mittelalter als ein kulturelles Vakuum, geprägt von Aberglauben und Unvernunft. Erst im Umfeld der Frühromantik gegen Ende des 18. Jahrhunderts wandte man sich zaghaft der eigenen Vergangenheit zu, zunächst noch nicht besonders wissenschaftlich, sondern in erster Linie, um das Nationalbewusstsein zu stärken, quasi eine „Selbstvergewisserung des eigenen literarischen Tuns, […] noch nicht eigentlich Literaturwissenschaft“. Namhafte Persönlichkeiten wie Ludwig Uhland, August Wilhelm von Schlegel oder Johann Gottfried Herder plädierten aber bereits für eine geordnetere und umfassendere Vorgehensweise in der Auseinandersetzung mit der literarischen Vergangenheit.

### 19. Jahrhundert

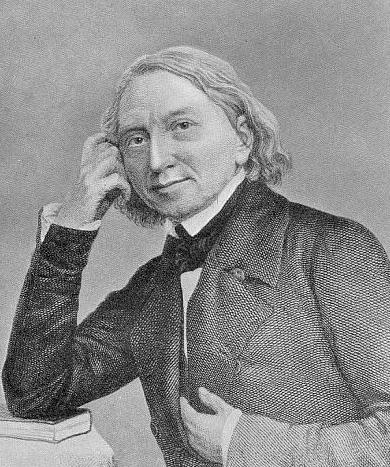
Karl Lachmann, Begründer der textkritischen Edition

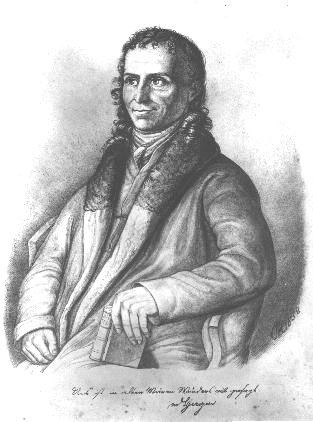
Friedrich Heinrich von der Hagen, Inhaber des ersten Lehrstuhls für Germanistik

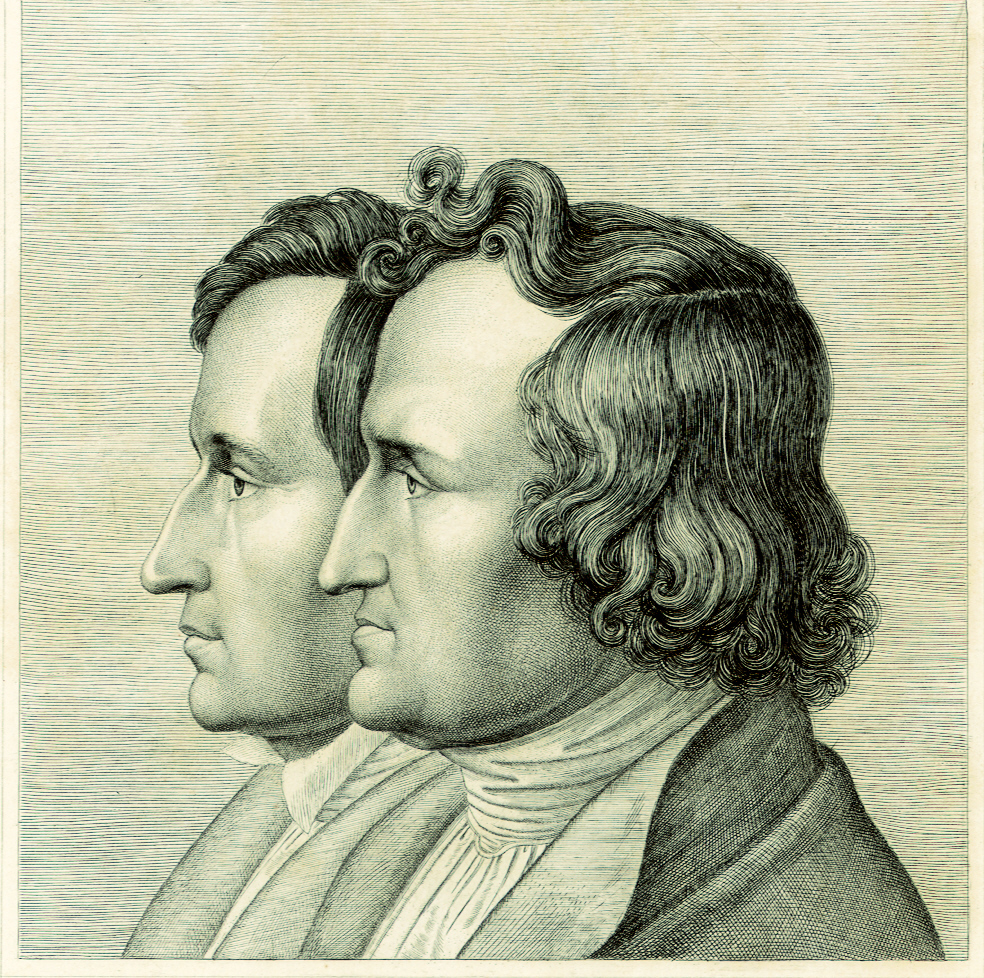
Brüder Grimm, Doppelporträt von 1843

Die Anfänge der Germanistischen Mediävistik als Wissenschaft liegen schließlich im frühen 19. Jahrhundert und standen ebenfalls in Zusammenhang mit den politischen Bestrebungen, die deutsche Identität vor dem Hintergrund der napoleonischen Kriege zu stärken. Indem die ältere deutsche Sprache und Literatur in einen wissenschaftlichen Kontext gestellt wurden, erfuhren zuvor häufig als dilettantisch und ungelenk erachtete Texte eine merkliche Aufwertung. 1810 wurde die erste außerordentliche Professur für deutsche Sprache und Literatur in der Person von Friedrich Heinrich von der Hagen an der neu gegründeten Berliner Universität eingerichtet. In ihren Anfängen beschäftigte sich die neue Fachrichtung im Fahrwasser des aus den Naturwissenschaften übernommenen Positivismus fast ausschließlich mit der analytischen Erhebung des Sprachbestands (Grimm) und der Sprache und Literatur des Mittelalters. Erst ab der Mitte des 19. Jahrhunderts begann sich die Germanistik auch zeitgenössischen Texten zuzuwenden. Zu den Pionieren der Altgermanistik zählten neben Jacob Grimm, der auch heute noch als „Vater der Germanistik“ bezeichnet wird, und dessen Bruder Wilhelm u. a. Karl Lachmann, der Begründer der textkritischen Edition, August Heinrich Hoffmann von Fallersleben, Hermann Paul, Friedrich Kluge und Matthias Lexer, dessen Mittelhochdeutsches Wörterbuch (1872/78) bis heute in Gebrauch ist.

### Erste Hälfte des 20. Jahrhunderts
Unter dem Einfluss des im Jahre 1883 erschienenen, erkenntnistheoretischen Bands „Einleitung in die Geisteswissenschaften“ von Wilhelm Dilthey wandte sich die Germanistik der historischen Hermeneutik zu. Es erfolgt „[…] der Übergang von der positivistisch-biographischen Tatsachenforschung zur sog. Geistes- und Ideengeschichte“. Die Instrumentalisierung des Literaturbetriebs und des Fachs in der Zeit des Nationalsozialismus führte jedoch dazu, dass sich die Neugermanistik nach Ende des Zweiten Weltkriegs in einer Art Schockzustand wiederfand. Die Altgermanistik hingegen hatte die Zeit weitgehend unbeschadet überstanden. Zwar waren auch die mittelalterlichen Texte für propagandistische Zwecke uminterpretiert und missbraucht worden, allen voran das „Nibelungenlied“, doch der Stoff selbst hatte sich nicht verändert und konnte unter neuen Ansatzpunkten weiter erforscht werden.

### Zweite Hälfte des 20. Jahrhunderts
Charakteristische Veränderungen der Nachkriegsjahre waren die Entfernung von der Nordistik hin zur Romanistik, der mittellateinischen Philologie und der Theologie sowie die vermehrt synchrone Betrachtung der überlieferten Texte in ihrer Zeit. Tragende Persönlichkeiten dieser Entwicklungen waren Hugo Kuhn, Friedrich Ohly, Hans Robert Jauß, Kurt Ruh, Max Wehrli und Hans Fromm, um nur einige Namen zu nennen. Ihre Forschungen führten unter anderem zu neuen Ansätzen in der Hermeneutik und Editionswissenschaft und zu einer weiteren Öffnung des Fachs gegenüber den mediävistischen Nachbardisziplinen wie Geschichte, Anthropologie, Soziologie, Psychologie oder Kunstgeschichte, was durch zahlreiche interdisziplinäre Sonderprojekte belegt ist. Die interdisziplinäre Mittelalterforschung konnte auf Basis der von der Germanistischen Mediävistik zur Verfügung gestellten Texteditionen und Erkenntnisse zum Beispiel Rückschlüsse auf die Lebens- und Denkweise der mittelalterlichen Bevölkerung ziehen, während Soziologie, Anthropologie etc. der Germanistischen Mediävistik neue Interpretationsräume anboten.
Parallel zu dieser Diversifikation kam es aber auch zu einer Trennung der Sprachwissenschaft von der Altgermanistik. Zwar werden Grammatik und Entwicklung der Vorstufen des Neuhochdeutschen in der Germanistischen Mediävistik nach wie vor gelehrt, die systematische Auseinandersetzung mit der Sprache an sich jedoch obliegt eher der Linguistik. „Für das Hauptstudium im Fachgebiet Ältere deutsche Literatur werden erwartet:
1. Vertrautheit mit literaturwissenschaftlichen Methoden;
2. Fähigkeit zur Analyse alt- und mittelhochdeutscher Texte;
3. Kenntnis älterer deutscher Texte aufgrund ausgedehnter Lektüre und Überblick über die Geschichte der älteren deutschen Literatur;
4. Einblick in die Beziehungen zwischen der deutschsprachigen und der nichtdeutschsprachigen mittelalterlichen Literatur;
5. Einblick in die Geschichte des Fachgebietes.“[4]

### Forschungsgegenstand
Im Zentrum des Interesses stehen in der Germanistischen Mediävistik mittelalterliche Texte und deren Überlieferungen. Untersucht werden dabei:
- die Texte – Inhalt, Bedeutung, Aufbau, Form (Reim/Prosa) etc.
- ihr Produktionskontext – Schreiber, Autoren, Auftraggeber, Entstehungsort, soziales Umfeld etc.
- ihre Überlieferungsträger – Handschriften, Sprache, Schreiber („Hände“) etc.
- die Sprache – Althochdeutsch, Mittelhochdeutsch, Frühneuhochdeutsch, dialektale Unterschiede etc.
- das Rezeptionsverhalten – Mündlichkeit vs. Schriftlichkeit, Funktion der Literatur, Gebrauchsverhalten etc.

uvm.

## Problemstellungen
Die Erforschung mittelalterlicher Texte stellt Wissenschaftler in folgenden Bereichen vor besondere Herausforderungen:

### Überlieferung
Die schriftliche Überlieferung war im Mittelalter noch eher Ausnahme als Regel, denn das Trägermaterial (Pergament) für eine dauerhafte Aufzeichnung war teuer. Darum und in Ermangelung eines allgemein zugänglichen Bildungssystems war nur ein kleiner Teil der Bevölkerung des Lesens und Schreibens mächtig. Die literate Textproduktion konzentrierte sich lange Zeit auf Klöster, später auch auf Gelehrte innerhalb urbaner Verbände (z. B. Höfe). Erst mit der Erfindung des Buchdrucks sollte sich diese exklusive Situation ändern.
Besonders beliebte Texte wurden immer wieder abgeschrieben oder aus dem Gedächtnis nachgedichtet und so weiter verbreitet. Trotzdem blieben nur verhältnismäßig wenige Handschriften bis heute erhalten. Die Germanistische Mediävistik ist häufig auf Fragmente oder gar Berichte über nicht mehr existierende Texte in anderen Texten angewiesen.